# Diospyros penibukanensis
Diospyros penibukanensis är en tvåhjärtbladig växtart som beskrevs av Bakh. Diospyros penibukanensis ingår i släktet Diospyros och familjen Ebenaceae.

## Underarter
Arten delas in i följande underarter:
- D. p. penibukanensis
- D. p. scalarinervis